# خوسه آلوارس
خوسه آلوارس (اسپانیایی: José Álvarez‎؛ زادهٔ ۱۰ مهٔ ۱۹۴۵) بازیکن فوتبال اهل مکزیک بود.
وی همچنین در تیم ملی فوتبال مکزیک بازی کرده‌است.